# House of Boys
House of Boys è un film del 2009 diretto da Jean-Claude Schlim. 
Pellicola tedesco-lussemburghese di genere drammatico la cui storia segue la vicenda esistenziale di Frank, un adolescente gay che nella prima metà degli anni '80 scappa da casa per iniziare una nuova vita; in seguito dovrà affrontare in prima persona la recente scoperta dell'AIDS.

## Trama
Siamo in Lussemburgo nel 1984. Frank fa parte di una tipica famiglia borghese ma, compiuti diciott'anni decide di fuggire di casa assieme alla sua migliore amica Rita. Stabilitisi ad Amsterdam, il ragazzo inizia a godersi la vita, tanto che il suo modo di fare un po' troppo eccessivo gli fa rompere i rapporti con l'amica. Trovatosi così di punto in bianco in mezzo alla strada, senza alcun luogo dove poter andar a dormire, gli capita di notare un cartello davanti ad un locale chiamato "House of Boys": cercano dei ballerini, Frank si presenta e viene immediatamente accolto.
Il compito dei ragazzi che vi lavorano è quello di esibirsi in spettacoli di danza, intrattenere e, nel caso fosse richiesto, anche fornire servizi sessuali ai clienti. Il locale è gestito da un misterioso signore anziano che compie ancora ogni tanto numeri da drag queen.
Un poco alla volta, vivendo all'interno del club, fa la conoscenza con Angelo, che aspira a compiere una felice transizione da maschio a femmina e sta racimolando i soldi che gli dovranno servire per l'operazione di cambio di sesso; e Jack, un attore veterano che è anche il favorito dei clienti essendo da loro considerato esser il più sexy. Frank, che condivide la camera proprio con lui, se ne innamora immediatamente; ma Jack afferma precisamente il vendersi ai clienti solo per soldi, in realtà è etero ed ha anche una fidanzata.
Proprio la ragazza però ruba i soldi a Jack e li usa per abortire, non vuole difatti che suo figlio abbia come padre una "marchetta". Dopo essersi per tal ragione lasciati in modo alquanto brusco Jack trova conforto tra le braccia di Frank: iniziano una relazione che per entrambi sembra trascendere il sesso superficiale e rivelarsi invece vero, profondissimo amore.
Poco tempo dopo però Jack ha un malore, sviene improvvisamente e subito gli si sviluppano strane macchie sulla pelle; la cosa è subito riconosciuta essere AIDS, il cosiddetto "cancro dei gay", ossia il sarcoma di Kaposi. Il resto del film racconta il lento declino dopo che gli è stato diagnosticato il male, con Frank che gli rimane accanto fino all'ultimo; con l'espandersi dell'epidemia per tutta Europa la "casa dei ragazzi" è costretta a chiudere.
Le ultime scene mostrano Frank che compie un viaggio in Marocco per poter spargere le ceneri dell'amante nelle acque dell'oceano.